# Félix Vidaurreta
Félix Vidaurreta García (Iguzquiza, Navarra, 31 de marzo de 1921 - Irún, 29 de enero de 2018) fue un ciclista navarro, compitió entre los años 1940 y 1955, durante los que consiguió 21 victorias. 
Era un corredor que andaba bien en todos los terrenos, logrando un gran número de victorias en carreras regionales de un día. Recordar asimismo su tercer puesto en el Campeonato de España de ciclocrós de 1949, prueba que finalmente fue anulada por irregularidades en el recorrido.
Dos de sus hermanos también fueron ciclistas profesionales Hortensio Vidaurreta, el cual logró un total de 47 victorias, y Miguel Vidaurreta, con 4 victorias.

## Palmarés
| 1942 - Circuito de Armentia - GP Villafranca de Ordizia - Vitoria (Circuito de San Prudencio) - Vuelta a Sanguesa 1943 - Vuelta a Puente 1945 - P.Placencia (Soraluze) - Pamplona 1946 - Vuelta a Guipúzcoa, más 1 etapa - Burgos (Trofeo Florian Inclan) | 1948 - Campeonato Vasco Navarro de Montaña - 1 etapa del G.P. Marca - Subida a Arantzazu - Altsasu 1949 - Durango - Bergara - Alegria de Oria - G.P. Llodio - Hendaya - Tarazona - Circuito Estella-Iguzquiza - Campeonato de Navarra - 2º Campeonato de España de regiones contrarreloj (con Vasconavarra) |

## Resultados en Grandes Vueltas y Campeonato del Mundo
Durante su carrera deportiva ha conseguido los siguientes puestos en las Grandes Vueltas y en los Campeonatos del Mundo en carretera:
| Carrera         | 1940 | 1941 | 1942 | 1943 | 1944 | 1945 | 1946 | 1947 | 1948 | 1949 | 1950 | 1951 |
| --------------- | ---- | ---- | ---- | ---- | ---- | ---- | ---- | ---- | ---- | ---- | ---- | ---- |
| Giro de Italia  | -    | X    | X    | X    | X    | X    | -    | -    | -    | -    | -    | -    |
| Tour de Francia | X    | X    | X    | X    | X    | X    | X    | -    | -    | -    | -    | -    |
| Vuelta a España | X    | -    | Ab.  | X    | X    | 24º  | Ab.  | -    | Ab.  | X    | -    | X    |
| Mundial en Ruta | X    | X    | X    | X    | X    | X    | -    | -    | -    | -    | -    | -    |

-: No participa

Ab.: Abandono

X: Ediciones no celebradas

## Equipos
- Independiente (1940-1941)
- Osasuna (1942)
- Independiente (1943)
- Gallastegui (1944-1946)
- Independiente (1947-1948)
- Touring (1949)
- Independiente (1950-1951)

Retirado (1952-1954)
- Independiente 1955)